# Aldeasoña
Aldeasoña es un municipio y localidad española en el norte de la provincia de Segovia, comunidad autónoma de Castilla y León. Tiene una superficie de 18,62 km².

## Toponimia
El 14 de septiembre de 1247, la localidad aparece mencionada como Aldea Sonna en el Plan de distribución de rentas en el cabildo catedralicio de Segovia.
El nombre propio Sonna es de origen godo, no obstante, no se ha podido determinar si corresponde al nombre de su repoblador o fue traído por los primeros pobladores procedentes del norte del Duero.

## Geografía

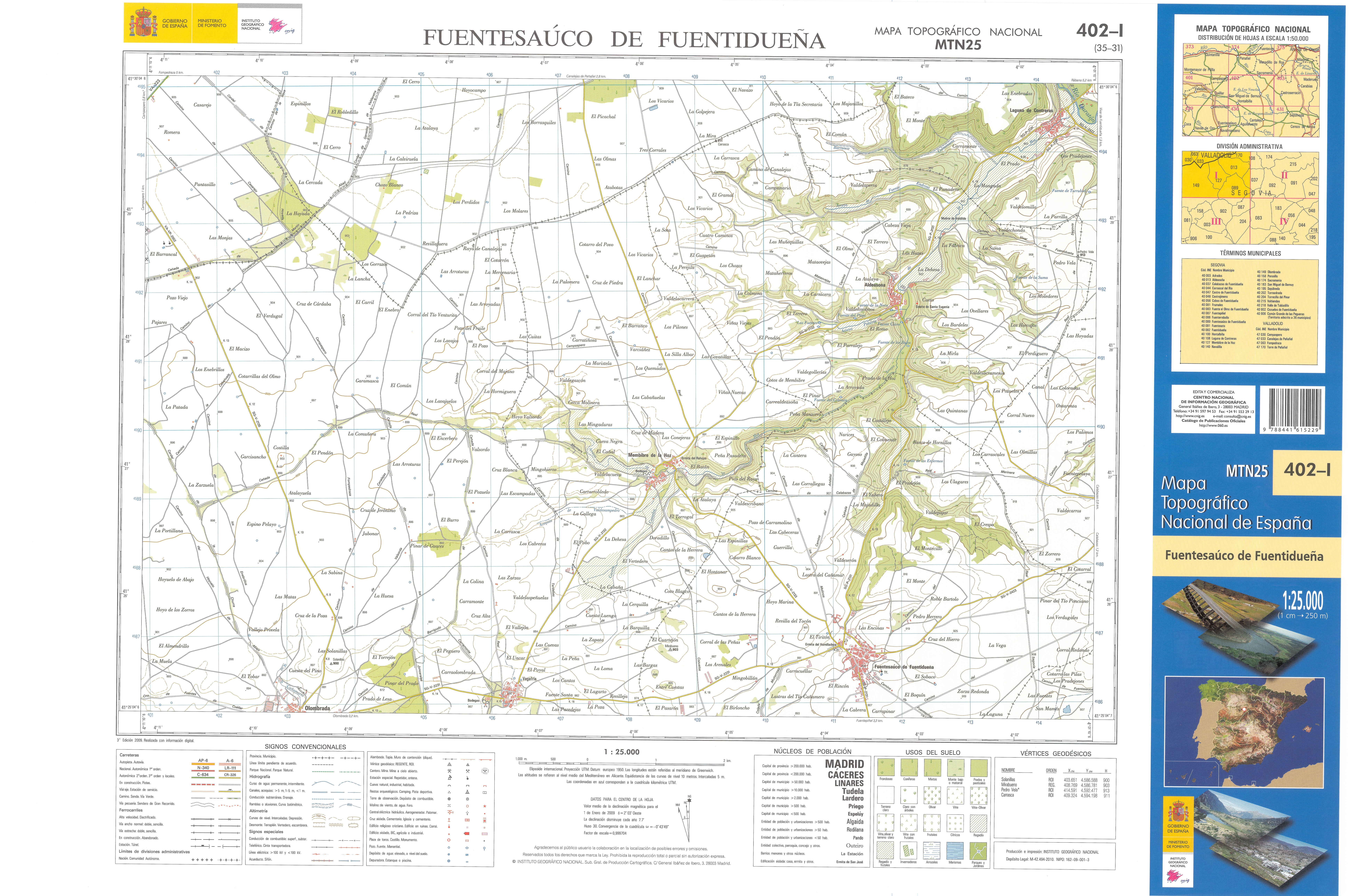
Fragmento de la hoja 402 del Mapa Topográfico Nacional de España de 2009 en el que se representa de Aldeasoña

### Ubicación
La localidad de Aldeasoña se encuentra situada en la zona central de la península ibérica, en el extremo norte de la provincia de Segovia, tiene una superficie de 18,62 km², y sus coordenadas son 41°28′21″N 4°03′22″O / 41.47250, -4.05611.
| Noroeste: Canalejas de Peñafiel | Norte: Laguna de Contreras      | Noreste: Vivar de Fuentidueña     |
| Oeste: Membibre de la Hoz       |                                 | Este: Calabazas de Fuentidueña    |
| Suroeste: Membibre de la Hoz    | Sur: Fuentesaúco de Fuentidueña | Sureste: Calabazas de Fuentidueña |

### Orografía
El término municipal es un páramo situado a una altitud de unos 900 m, surcado de suroeste a noreste por el arroyo de La Hoz y por varios afluentes de este que han formado un profundo y cerrado valle, de unos 80 m de desnivel, estando el fondo del valle a una altitud de unos 820 m.
La cota máxima está en el alto Pedro Vela (912,5 m s. n. m.) 41°28′39″N 4°1′27″O / 41.47750, -4.02417 y la mínima en el arroyo de La Hoz (812 m s. n. m.).
Se pueden apreciar los siguientes dominios morfológicos:

### Hidrografía
La zona pertenece a la Cuenca Hidrográfica del Duero y es atravesada en dirección suroeste-noreste por el arroyo de La Hoz, afluente del río Duratón, en el cual desemboca a pocos kilómetros, en la localidad de Laguna de Contreras. Este arroyo tiene varios pequeños afluentes, destacando en su margen izquierda el arroyo de Fuentendrino y el arroyo Pelayo. Los manantiales son muy abundantes en todo el municipio.
Las corrientes de agua existentes en el término municipal tienen su origen en la unidad hidrogeológica denominada Páramo de Cuéllar (DGOH-ITGE, 1988), un acuífero superficial de naturaleza calcárea, con una extensión de 555km² y un espesor de 10 a 60 metros, que se encuentra formando mesetas sobre los detritos depositados en el Cenozoico, pero separado de estos por un paquete de margas impermeables. Recibe infiltración de las precipitaciones (66 hm³/año) y, debido al sustrato impermeable, el flujo subterráneo es radial y las salidas se producen por manantiales en la periferia (55 hm³/año).
En el periodo 1970-1990, la sequía y la extracción de agua del citado acuífero para el cultivo de remolacha azucarera en el Páramo de Cuéllar (Campaspero) tuvieron un impacto muy negativo en los recursos hídricos del municipio que no se ha conseguido revertir.

### Clima
El clima de Aldeasoña es mediterráneo continentalizado, como consecuencia de la elevada altitud y su alejamiento de la costa, sus principales características son:
- La temperatura media anual es de 11,40 °C con una importante oscilación térmica entre el día y la noche que puede superar los 20 °C. Los inviernos son largos y fríos, con frecuentes nieblas y heladas, mientras que los veranos son cortos y calurosos, con máximas en torno a los 30 °C, pero mínimas frescas, superando ligeramente los 13 °C.

- Las precipitaciones anuales son escasas (451,60mm) pero se distribuyen de manera relativamente equilibrada a lo largo del año excepto en el verano que es la estación más seca (72,80mm). Las montañas que delimitan la meseta retienen los vientos y las lluvias, excepto por el Oeste, donde la ausencia de grandes montañas abre un pasillo al Océano Atlántico por el que penetran la mayoría de las precipitaciones que llegan a Aldeasoña.

| Precipitaciones por estación (mm) |        |        |          |        |
| Primavera                         | Verano | Otoño  | Invierno | TOTAL  |
| 131,70                            | 72,80  | 123,10 | 124,00   | 451,60 |

En la Clasificación climática de Köppen se corresponde con un clima Csb (oceánico mediterráneo), una transición entre el Csa (mediterráneo) y el Cfb (oceánico) producto de la altitud. A diferencia del mediterráneo presenta un verano más suave, pero al contrario que en el oceánico hay una estación seca en los meses más cálidos.
| Parámetros climáticos promedio de Aldeasoña en el periodo 1966-2003                                                             | Parámetros climáticos promedio de Aldeasoña en el periodo 1966-2003 | Parámetros climáticos promedio de Aldeasoña en el periodo 1966-2003 | Parámetros climáticos promedio de Aldeasoña en el periodo 1966-2003 | Parámetros climáticos promedio de Aldeasoña en el periodo 1966-2003 | Parámetros climáticos promedio de Aldeasoña en el periodo 1966-2003 | Parámetros climáticos promedio de Aldeasoña en el periodo 1966-2003 | Parámetros climáticos promedio de Aldeasoña en el periodo 1966-2003 | Parámetros climáticos promedio de Aldeasoña en el periodo 1966-2003 | Parámetros climáticos promedio de Aldeasoña en el periodo 1966-2003 | Parámetros climáticos promedio de Aldeasoña en el periodo 1966-2003 | Parámetros climáticos promedio de Aldeasoña en el periodo 1966-2003 | Parámetros climáticos promedio de Aldeasoña en el periodo 1966-2003 | Parámetros climáticos promedio de Aldeasoña en el periodo 1966-2003 |
| Mes | Ene.                                                                | Feb.                                                                | Mar.                                                                | Abr.                                                                | May.                                                                | Jun.                                                                | Jul.                                                                | Ago.                                                                | Sep.                                                                | Oct.                                                                | Nov.                                                                | Dic.                                                                | Anual                                                               |
| --- | ------------------------------------------------------------------- | ------------------------------------------------------------------- | ------------------------------------------------------------------- | ------------------------------------------------------------------- | ------------------------------------------------------------------- | ------------------------------------------------------------------- | ------------------------------------------------------------------- | ------------------------------------------------------------------- | ------------------------------------------------------------------- | ------------------------------------------------------------------- | ------------------------------------------------------------------- | ------------------------------------------------------------------- | ------------------------------------------------------------------- |
| Precipitación total (mm) | 44.00                                                               | 39.20                                                               | 30.70                                                               | 47.60                                                               | 53.40                                                               | 33.40                                                               | 18.60                                                               | 20.80                                                               | 27.50                                                               | 46.80                                                               | 48.80                                                               | 40.90                                                               | 451.60                                                              |
| Fuente: Ministerio de Agricultura, Alimentación y Medio Ambiente. Datos de precipitación para el periodo 1966-2003 en Aldeasoña |                                                                     |                                                                     |                                                                     |                                                                     |                                                                     |                                                                     |                                                                     |                                                                     |                                                                     |                                                                     |                                                                     |                                                                     |                                                                     |

La inversión térmica es frecuente en Aldeasoña, especialmente en invierno, en situaciones anticiclónicas fuertes que impiden el ascenso del aire y concentran la poca humedad en el valle de La Hoz, dando lugar a nieblas persistentes y heladas. Este fenómeno finaliza cuando al calentarse el aire que está en contacto con el suelo se restablece la circulación normal en la troposfera; suele ser cuestión de horas, pero en condiciones meteorológicas desfavorables la inversión puede persistir durante días.

### Naturaleza
Las características morfológicas del entorno, por las que se dan diferencias sustanciales entre unas zonas y otras, han redundado en una rica diversidad de biotopos. Los diferentes tipos de vegetación cobijan diferente fauna, pero es en el bosque galería existente en la ribera del arroyo de La Hoz, donde más variedad podemos encontrar.
La flora existente en el municipio es típicamente mediterránea, se pueden distinguir tres hábitats completamente distintos condicionados por las características del suelo y la existencia de agua, el páramo, el bosque de ribera a la orilla del río y los cortados.

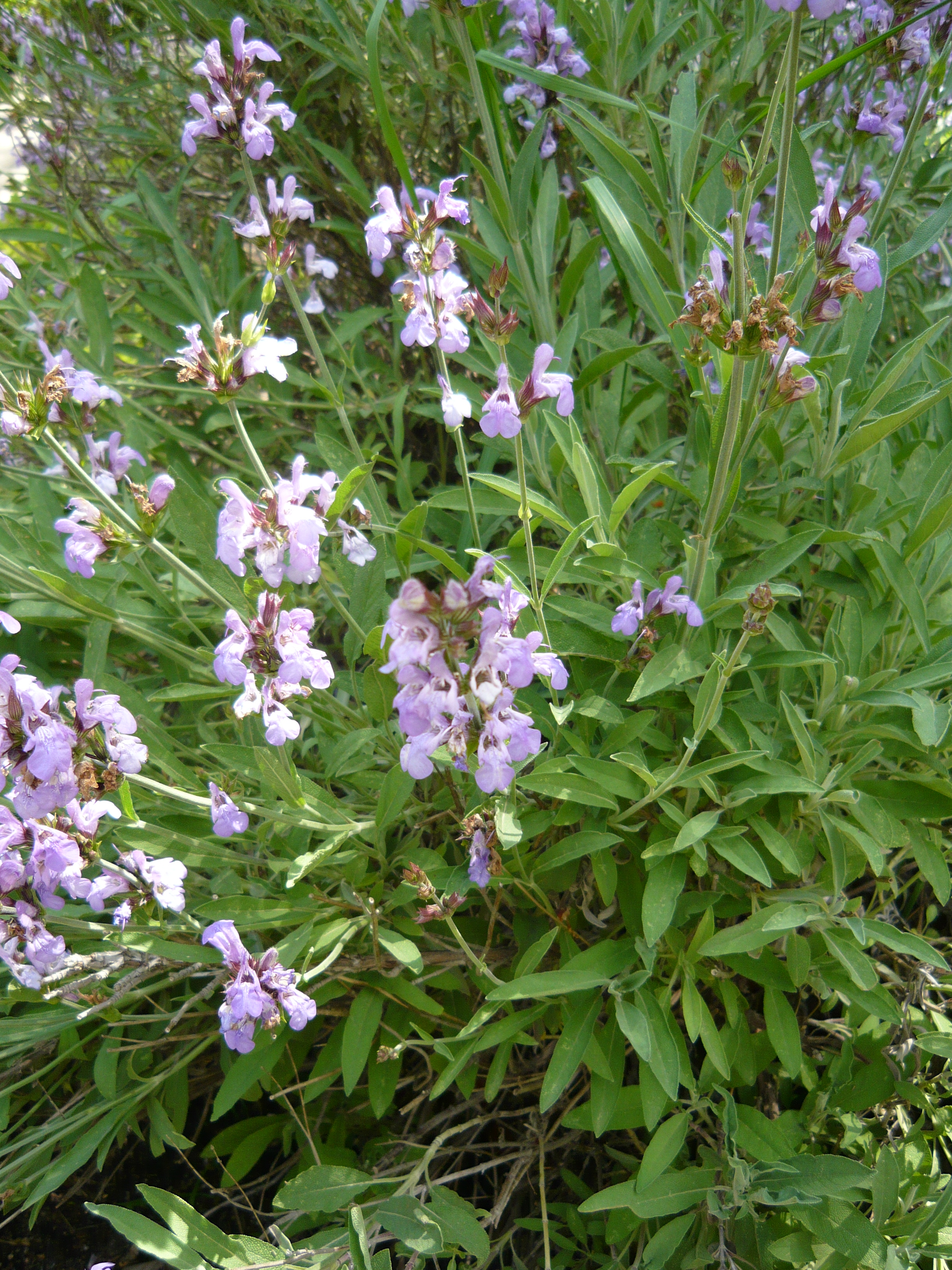
Salvia lavandulifolia

- El páramo, que ocupa la mayor parte de la superficie del municipio, se ubica en la zona más elevada, donde el suelo es seco y pobre. En él, las formaciones originales de sabinas albares, enebro común y enebro de la miera han dado paso a pinares de repoblación que se complementan con tomillares, aulagas, salvias, espliegos y matorral que dominan las áreas despejadas.

- Las paredes verticales que conforman esta área de cortados y barrancos descienden desde la altura de los páramos hasta el fondo del valle. Son una unidad de roquedos con muy poca tierra y con escasez de agua, lo que hace que unidos a la inaccesibilidad del mismo, este hábitat sea muy diferente a los otros dos debido a sus singularidades morfológicas. En los cortados abundan las oquedades, balmas, grietas y resaltes en los que se han establecido especies rupícolas (que se cría en las rocas) como los sedos o pampajaritos (Sedum acre, S. dasyphyllum y S. sediforme), los ombligos de Venus, té de roca, espuelilla, perejil, campanuela y milamores. Cerca de los lugares de nidificación se dan especies nitrófilas (que crecen en sustratos ricos en nitrógeno) debido a los excrementos de las aves, como los zapatitos de la Virgen, el pumilo, la hiedra, el culantrillo de pozo y el asplenio, estos últimos buscando agua entre las grietas. En las repisas y balmas, donde se conforma algo más de suelo, la vegetación es de mayor porte, proliferando arbustos y arbolillos como el guillomo, la cornicabra, el espino negro, la higuera y el mostajo, y allí donde puede crecer, la hierba cubre la roca.

- En la ribera del río, donde se dan unos suelos más evolucionados con gran disposición de agua, se desarrolla un exuberante bosque de ribera o de galería compuesto por alisos, sauces, álamos, olmos, y fresnos, de forma natural hay que sumarle las especies introducidas por el hombre para su explotación, como los chopos de crecimiento rápido destinados al aprovechamiento maderero. El sotobosque que acompaña a este tipo de bosque está compuesto por especies como el cornejo, saúco, zarzamora, rosal silvestre, endrino y majuelo. En la zona más cercana al río se ubican las especies que requieren más agua, llegando incluso a estar en contacto con ella, en esta zona abundan juncos, eneas, carrizos y espadañas, siempre que haya luz suficiente.

La fauna es muy rica debido a los diferentes hábitats existentes en el municipio, en concreto, las aves destacan sobre el resto.

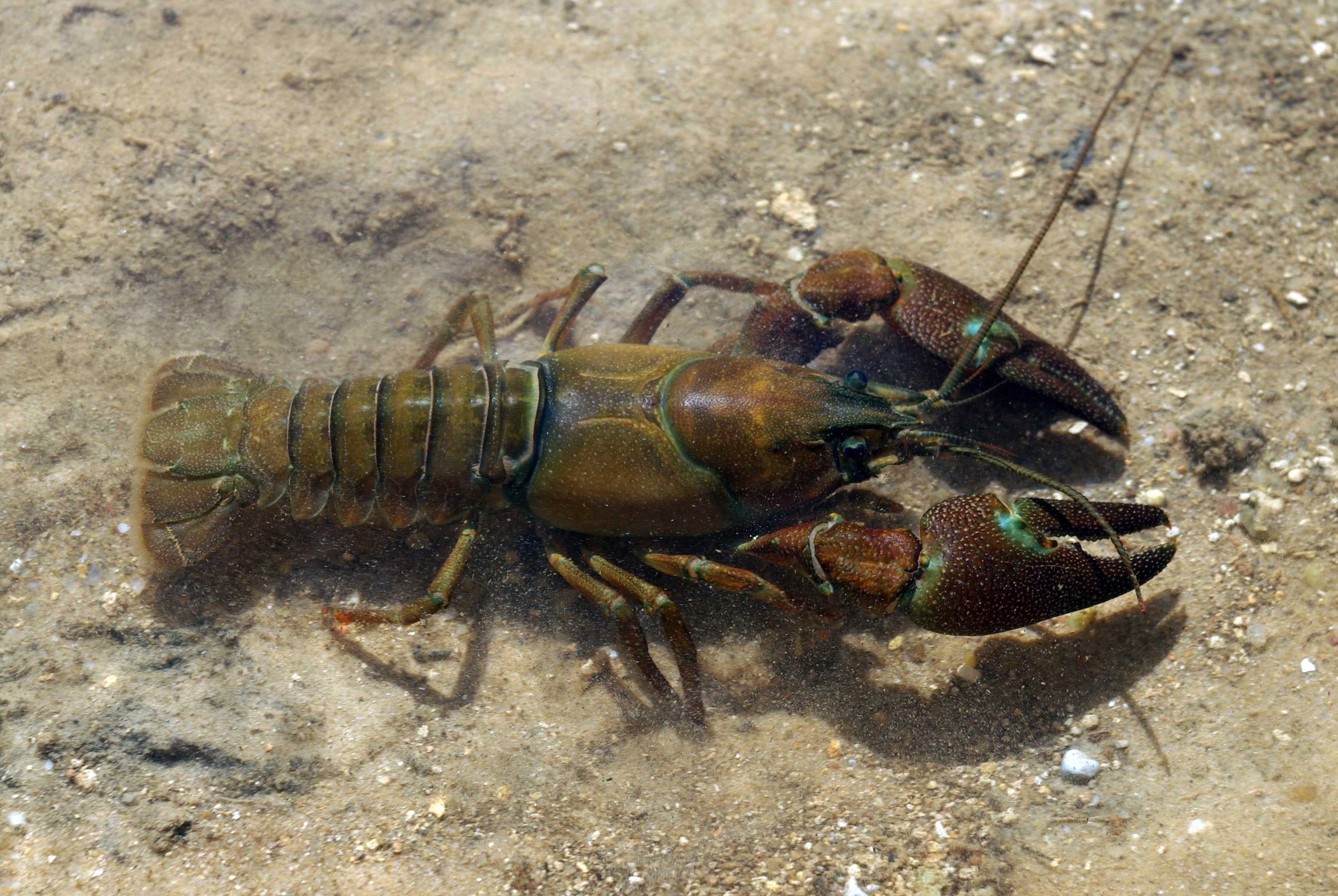
Cangrejo señal

- En el río son escasos los peces, no obstante, es abundante el cangrejo señal, especie introducida por el hombre, que ha sustituido al cangrejo de río autóctono tan abundante en otros tiempos.

- Entre los anfibios destacan las ranas comunes y ranitas de San Antonio, los sapos comunes, partero y corredor; entre los reptiles se encuentran la culebra viperina, la culebra de escalera y el lagarto ocelado y algunas otras especies de lagartijas. Hay diversas especies de mariposas, como el macaón. En la paramera abundan los saltamontes, y en el río los zapateros y libélulas.

- En cuanto a los mamíferos, en el páramo hay numerosas liebres y algunos roedores; en la ribera del río hay corzos, jabalíes, zorros, tejones, y comadrejas que por su gran movilidad pueden verse en los diferentes hábitats existentes en la zona.

- La colonia de aves es muy importante, distribuyéndose por los diferentes hábitats que se dan en el parque: cortado, páramo y fondo del cañón.

Los cortados son utilizados por muchas especies de aves para nidificar. Son en su mayoría rapaces, destacando el halcón peregrino, el cernícalo vulgar, y el búho real. Junto a las rapaces hay córvidos como la grajilla y la chova piquirroja y paseriformes como el avión roquero, el roquero rojo, el roquero solitario y el colirrojo tizón.
En los páramos se observan aves esteparias como la perdiz roja, la cogujada común y montesina, la totovía y la alondra común. También se encuentran alcaudones y zorzales en aquellos lugares con más vegetación donde también podemos encontrar el autillo, el mochuelo, el cárabo y el búho chico, así como la paloma torcaz, la tórtola europea y el rabilargo.
La riqueza vegetal del bosque de galería proporciona una riqueza faunística relevante. Hay mirlos, pinzones, ruiseñores y petirrojos que se alimentan en el suelo y en los árboles. También se observan las currucas, pitos reales, agateadores comunes y trepadores azules que se alimentan sobre los troncos de los árboles, mientras que por las copas están los mitos, carboneros y herrerillos, también podemos encontrar aves como los jilgueros, los escribanos y las oropéndolas. Entre las que buscan su alimento en el agua se encuentran el martín pescador y el mirlo acuático, mientras que las que nidifican en los carrizos de la orilla son el carricero común, la lavandera blanca y cascadeña. En las aguas del río se ven, sobre todo en invierno, ánades reales, cercetas, cormoranes y garzas.

### Comunicaciones
La principal carretera del municipio es la  SG-P-2131 , una carretera local de importancia provincial que une Adrados con la carretera Sepúlveda-Peñafiel pasando por Laguna de Contreras. La segunda carretera en orden de importancia es la  SG-V-2132 , una carretera local de importancia vecinal que conecta Vegafría con Aldeasoña pasando por Membibre de la Hoz. Ambas carreteras forman parte de la red de carreteras de la Diputación Provincial de Segovia.

## Historia

### Edad Media
Estaba integrado en la Comunidad de villa y tierra de Fuentidueña.

## Geografía humana

### Demografía
Cuenta con una población de 67 habitantes (INE 2024).
| Gráfica de evolución demográfica de Aldeasoña entre 1842 y 2021                                                       |
| |
| Población de derecho según los censos de población del INE. Población de hecho según los censos de población del INE. |

| 106           | 97 | 82 | 81 | 76 | 74 | 67 | 67 | 63 | 57 | 56 |
| (Fuente: INE) |    |    |    |    |    |    |    |    |    |    |

La población de Aldeasoña ha ido experimentando un importante descenso desde hace años debido al éxodo rural, especialmente significativo fue el periodo de 1960 a 1980, en que se redujo a menos de la mitad su número de habitantes debido a la emigración hacia las grandes ciudades, especialmente Madrid y Valladolid. Sin embargo, a partir de los años ochenta, este descenso se desacelera debido principalmente a la reducción del ritmo migratorio.
El gentilicio de los habitantes de Aldeasoña es «aldeasoñano» o «aldeasoñense», no obstante, históricamente, los habitantes de Aldeasoña han sido conocidos también como «cangrejeros» debido a la abundancia del cangrejo de río en los arroyos que atraviesan su término municipal.

### Economía
Las principales actividades económicas del municipio son la agricultura, destacando el cultivo del cereal, y la ganadería, actualmente en exclusiva de ganado ovino de raza churra.
| Uso del suelo - 2000-2010 (Ha)                                   | Uso del suelo - 2000-2010 (Ha) | Uso del suelo - 2000-2010 (Ha) |
| ---------------------------------------------------------------- | ------------------------------ | ------------------------------ |
| Chopo y alámo                                                    | 35,41                          | 1,91 %                         |
| Coníferas                                                        | 20,56                          | 1,11 %                         |
| Coníferas asociadas con otras frondosas                          | 9,5                            | 0,51 %                         |
| Cultivos herbáceos en regadío                                    | 125,79                         | 6,78 %                         |
| Improductivo                                                     | 10,12                          | 0,55 %                         |
| Labor en secano                                                  | 1227,05                        | 66,12 %                        |
| Matorral                                                         | 2,93                           | 0,16 %                         |
| Matorral asociado con coníferas                                  | 17,63                          | 0,95 %                         |
| Otras frondosas                                                  | 7,18                           | 0,39 %                         |
| Pastizal                                                         | 26,38                          | 1,42 %                         |
| Pastizal-matorral                                                | 372,18                         | 20,05 %                        |
| Viñedo en secano                                                 | 1,20                           | 0,06 %                         |
| Total                                                            | 1855,93                        | 100 %                          |
| Fuente: Ministerio de Agricultura, Alimentación y Medio Ambiente |                                |                                |

## Símbolos
El escudo heráldico y la bandera que representan al municipio fueron aprobados oficialmente el 26 de abril de 2016.
La composición del escudo responde a un conjunto de aspectos representativos del municipio: el primer cuartel denota la pertenencia del municipio a la Comunidad de Villa y Tierra de Fuentidueña, el segundo hace referencia a los afamados cangrejos de río que abundan en la localidad, y en el tercero hace referencia a la Asociación Cutlutral Fuentendrino mediante la representación de unas hojas de endrino.
La bandera está formada por cuatro franjas de la misma anchura, la franja superior de color rojo representa la pertenencia al Reino de España, la franja de color blanco representa el color blanco de la roca caliza que abunda en la localidad, la franja verde hacer referencia a las frondosas alamedas que rodena el pueblo, y la franja inferior de color rojo representa la pertenencia al Reino de Castilla.
Los colores de la bandera de Aldesoña son los del pendón que siempre han utilizado los vecinos de la localidad como seña de identidad. El pendón se encuentra actualmente depositado en la Iglesia de Santa María Magdalena, solo es sacado de allí con motivo de procesiones y actos solemnes.

## Administración y política

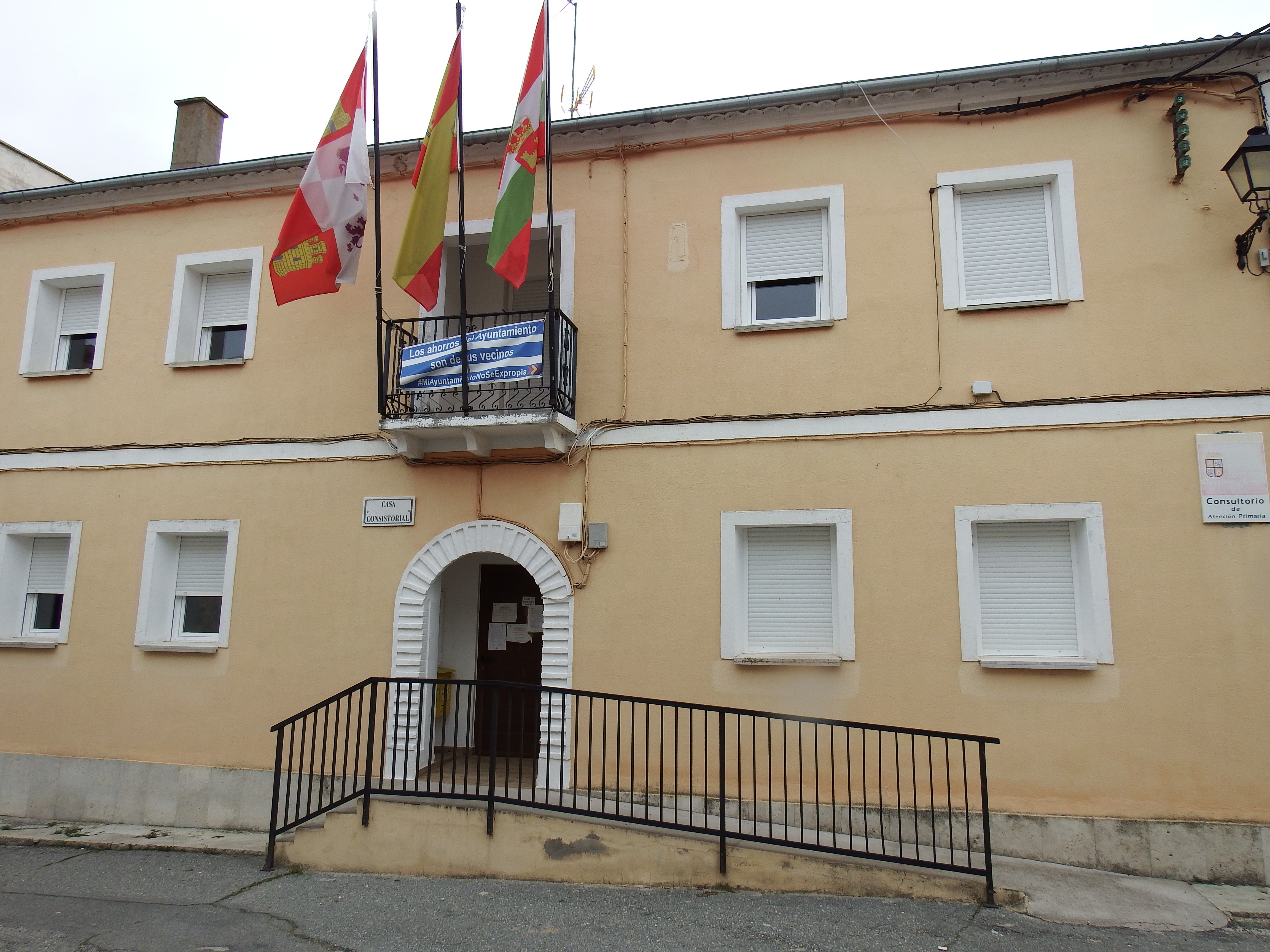
Casa consistorial

El Ayuntamiento de Aldeasoña es la institución que se encarga del gobierno del municipio. El consistorio está presidido por el alcalde de Aldeasoña que, desde 1979, es elegido democráticamente por sufragio universal. Actualmente ostenta dicho cargo Miguel Ángel Regidor Pérez, del Partido Popular, quien ocupa el cargo desde 2003, año en el que ganó las Elecciones municipales por primera vez.

### Servicios
Los municipios, en función de su población, tienen que prestar una serie de servicios. Los municipios como Aldeasoña, con una población inferior a 5000 habitantes, deben prestar los siguientes:
- Alumbrado público
- Cementerio
- Recogida de residuos
- Limpieza viaria
- Abastecimiento domiciliario de agua potable
- Alcantarillado
- Acceso a los núcleos de población
- Pavimentación de las vías públicas

La Diputación Provincial de Segovia coordina la citada prestación de servicios mediante la prestación directa o la implantación de fórmulas de gestión compartida a través de consorcios, mancomunidades u otras fórmulas.
El concepto de deuda viva contempla solo las deudas con cajas y bancos relativas a créditos financieros, valores de renta fija y préstamos o créditos transferidos a terceros, excluyéndose, por tanto, la deuda comercial. Entre los años 2008 a 2014 el Ayuntamiento de Aldeasoña no ha tenido deuda viva.

### Concejales
Los concejales del Ayuntamiento de Aldesoña se escogen por sufragio universal en elecciones celebradas cada cuatro años. El sistema D'Hondt es el procedimiento de conversión de votos en escaños que se utiliza en España, para repartir los concejales de los ayuntamientos, de modo aproximadamente proporcional a los votos obtenidos por las candidaturas.
| Elecciones municipales en Aldeasoña (1979-2015) |        |      |        |      |        |      |        |      |        |      |        |      |        |      |        |      |        |      |        |      |
| Partido político                                | 2015   | 2015 | 2011   | 2011 | 2007   | 2007 | 2003   | 2003 | 1999   | 1999 | 1995   | 1995 | 1991   | 1991 | 1987   | 1987 | 1983   | 1983 | 1979   | 1979 |
| Partido Popular (PP)                            | 75,61% | 2    | 78,57% | 3    | 57,35% | 1    | 89,55% | 1    | 71,11% | 2    | 34,21% | 1    | 64,77% | 5    | -      | -    | -      | -    | -      | -    |
| Alianza Popular (AP)                            | -      | -    | -      | -    | -      | -    | -      | -    | -      | -    | -      | -    | -      | -    | 53,21% | 5    | 15,00% | 0    | -      | -    |
| Unión de Centro Democrático (UCD)               | -      | -    | -      | -    | -      | -    | -      | -    | -      | -    | -      | -    | -      | -    | -      | -    | -      | -    | 61,22% | 5    |
| Candidatura Independiente de Aldeasoña (CIA)    | -      | -    | -      | -    | -      | -    | -      | -    | -      | -    | 57,02% | 4    | -      | -    | -      | -    | -      | -    | -      | -    |
| Partido Socialista Obrero Español (PSOE)        | 19,51% | 1    | 10,71% | 0    | 36,76% | 0    | -      | -    | -      | -    | -      | -    | -      | -    | -      | -    | 52,50% | 5    | -      | -    |
| Fuente: Ministerio del Interior.                |        |      |        |      |        |      |        |      |        |      |        |      |        |      |        |      |        |      |        |      |

El pleno municipal es un órgano de gobierno integrado por todos los concejales bajo la presidencia del alcalde, la composición actual del pleno del Ayuntamiento de Aldeasoña es la siguiente:
| Concejales del Ayuntamiento de Aldeasoña |                                  |    |
| Alcalde                                  | Miguel Ángel Regidor Pérez       | PP |
| Concejal                                 | María Yolanda de Dios Hernansanz | PP |
| Concejal                                 | Marcial Parra Arranz             | PP |
| Fuente: Ministerio del Interior.         |                                  |    |

Entre las atribuciones del pleno destacan las siguientes: elegir y destituir al alcalde, controlar y fiscalizar los órganos de gobierno municipales, aprobar la plantilla de personal y las bases para la previsión de los puestos de trabajo, aprobar y modificar los presupuestos, aprobar los planes urbanísticos, etc.

### Alcalde
El alcalde de Aldeasoña es elegido por los concejales o por los vecinos en los términos que establece la legislación electoral general.
- Elección indirecta. El método de listas abiertas (población < 250 habitantes) consiste en seleccionar un determinado número de candidatos en una papeleta donde figuran los candidatos de todos los partidos, finalmente, los candidatos más votados son nombrados concejales y eligen al alcalde, que no tiene por qué ser el candidato más votado.

- Elección directa. En las elecciones municipales de 2003 y 2007, el alcalde se eligió mediante el régimen de concejo abierto (población < 100 habitantes). En este régimen, los vecinos eligen al alcalde directamente por mayoría.

 
-

-

| Alcaldes del Ayuntamiento de Aldeasoña (1979-2015) |                    |                 |                  |                                              |
| Alcalde                                            | Inicio del mandato | Fin del mandato | Partido político | Partido político                             |
| Edmundo Hernando de Dios                           | 1979               | 1983            |                  | Unión de Centro Democrático (UCD)            |
| José Antonio Hernando Rojo                         | 1983               | 1984            |                  | Partido Socialista Obrero Español (PSOE)     |
| Celestino Lázaro González                          | 1984               | 1987            |                  | Partido Socialista Obrero Español (PSOE)     |
| Marcelino de Dios García                           | 1987               | 1991            |                  | Alianza Popular (AP)                         |
| Benigno Rojo Gil                                   | 1991               | 1995            |                  | Partido Popular (PP)                         |
| Donato Parra Samaniego                             | 1995               | 1999            |                  | Candidatura Independiente de Aldeasoña (CIA) |
| Benigno Rojo Gil                                   | 1999               | 2003            |                  | Partido Popular (PP)                         |
| Miguel Ángel Regidor Pérez                         | 2003               | -               |                  | Partido Popular (PP)                         |
| Miguel Ángel Regidor Pérez                         | 2007               | -               |                  | Partido Popular (PP)                         |
| Miguel Ángel Regidor Pérez                         | 2011               | -               |                  | Partido Popular (PP)                         |
| Miguel Ángel Regidor Pérez                         | 2015               | -               |                  | Partido Popular (PP)                         |
| Miguel Ángel Regidor Pérez                         | 2019               | -               |                  | Partido Popular (PP)                         |
| Miguel Ángel Regidor Pérez                         | 2023               | -               |                  | Partido Popular (PP)                         |
| Fuente: Ministerio del Interior.                   |                    |                 |                  |                                              |

El método de elección de Alcalde está condicionado por el tamaño del municipio puesto que la Ley establece métodos distintos en función de la población.

## Patrimonio

### Patrimonio arqueológico
- Necrópolis visigoda de Las Fuentes
- Ermita de Santa Eugenia

### Patrimonio arquitectónico

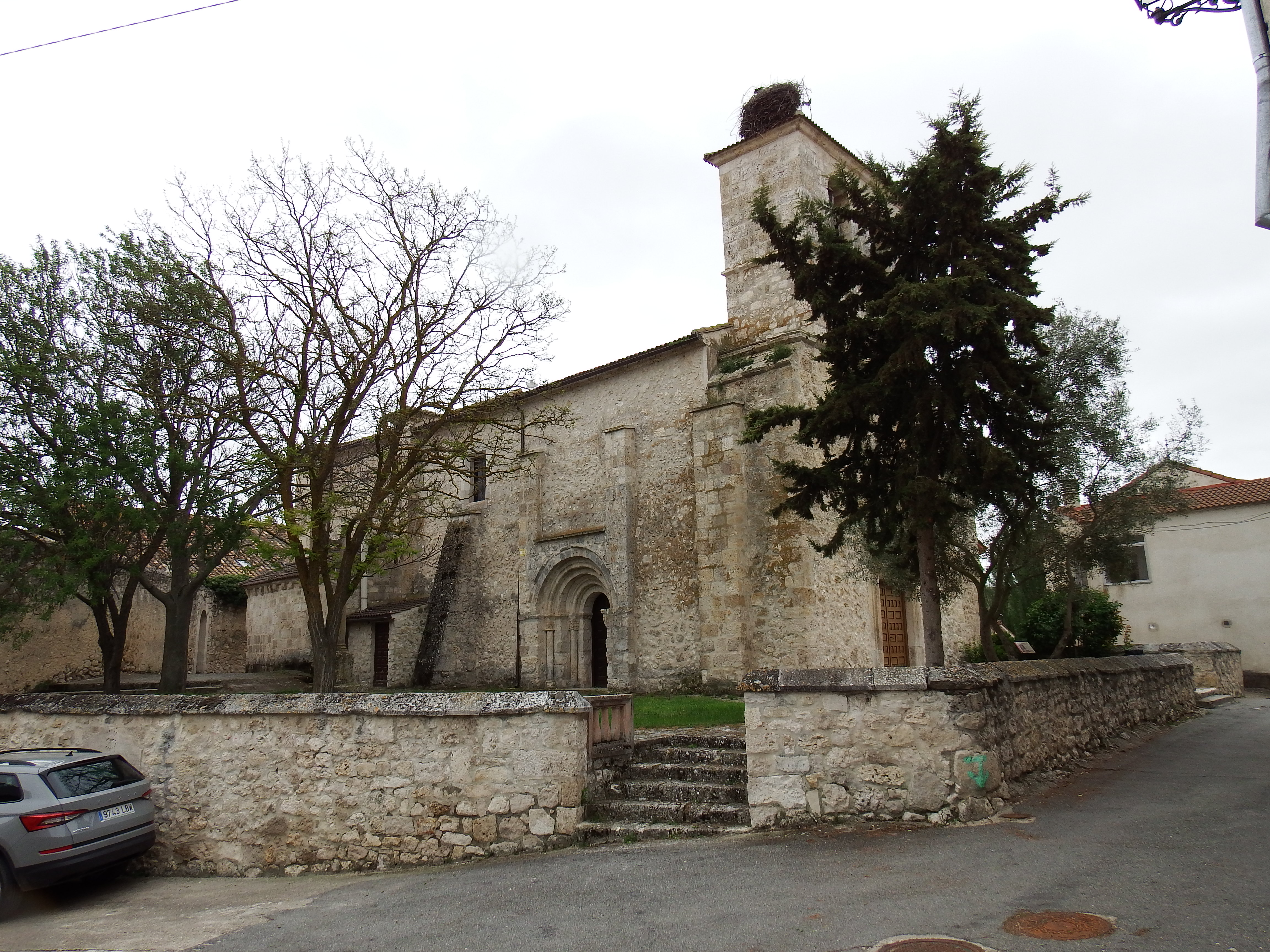
Iglesia de Santa María Magdalena

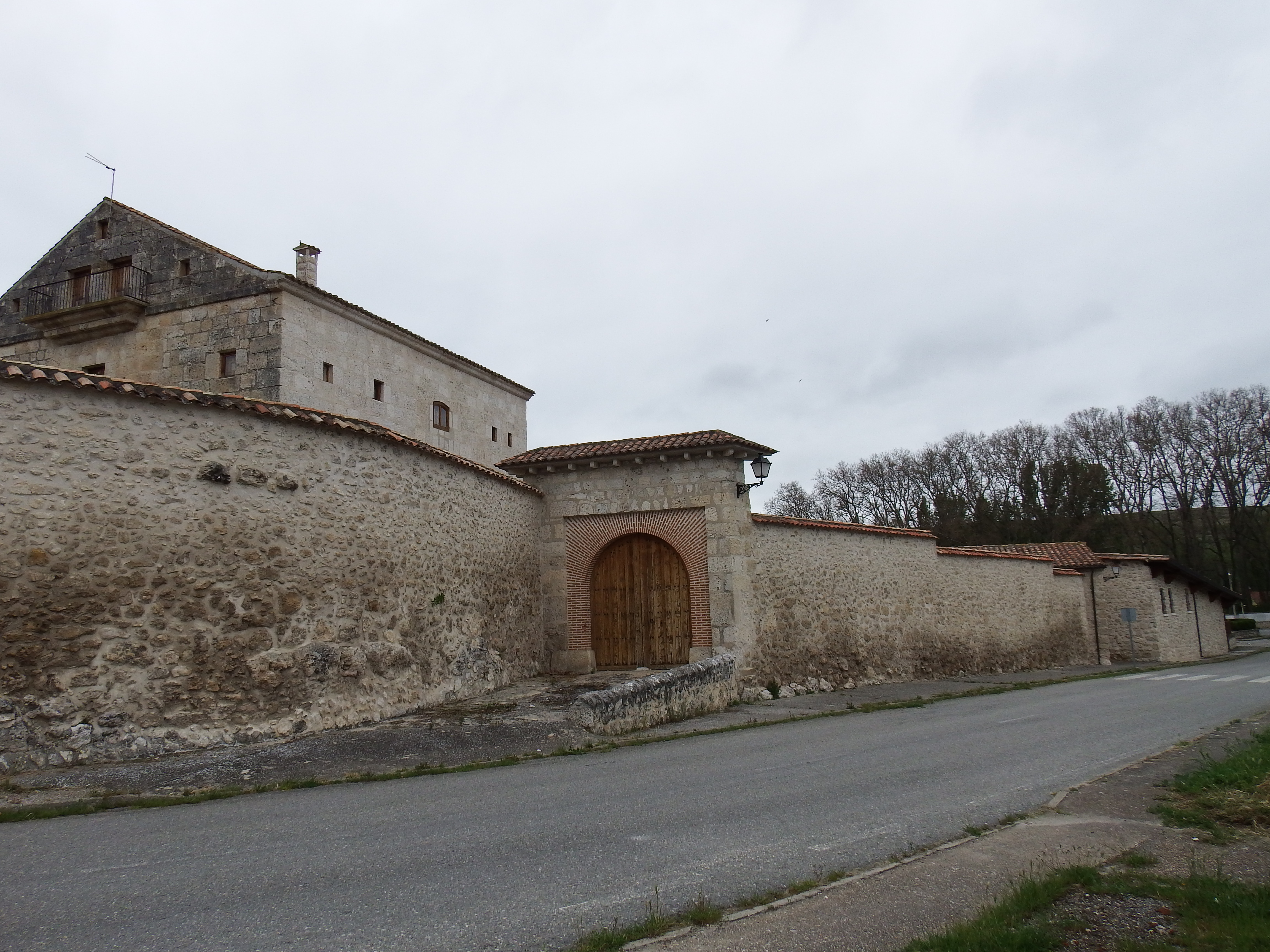
Casa del Mayorazgo

- Iglesia de Santa María Magdalena
- Casa del Mayorazgo

### Patrimonio industrial
- Molino de Valdeildo
- Fábrica de harinas
- Molino de Los Plátanos

### Patrimonio etnológico

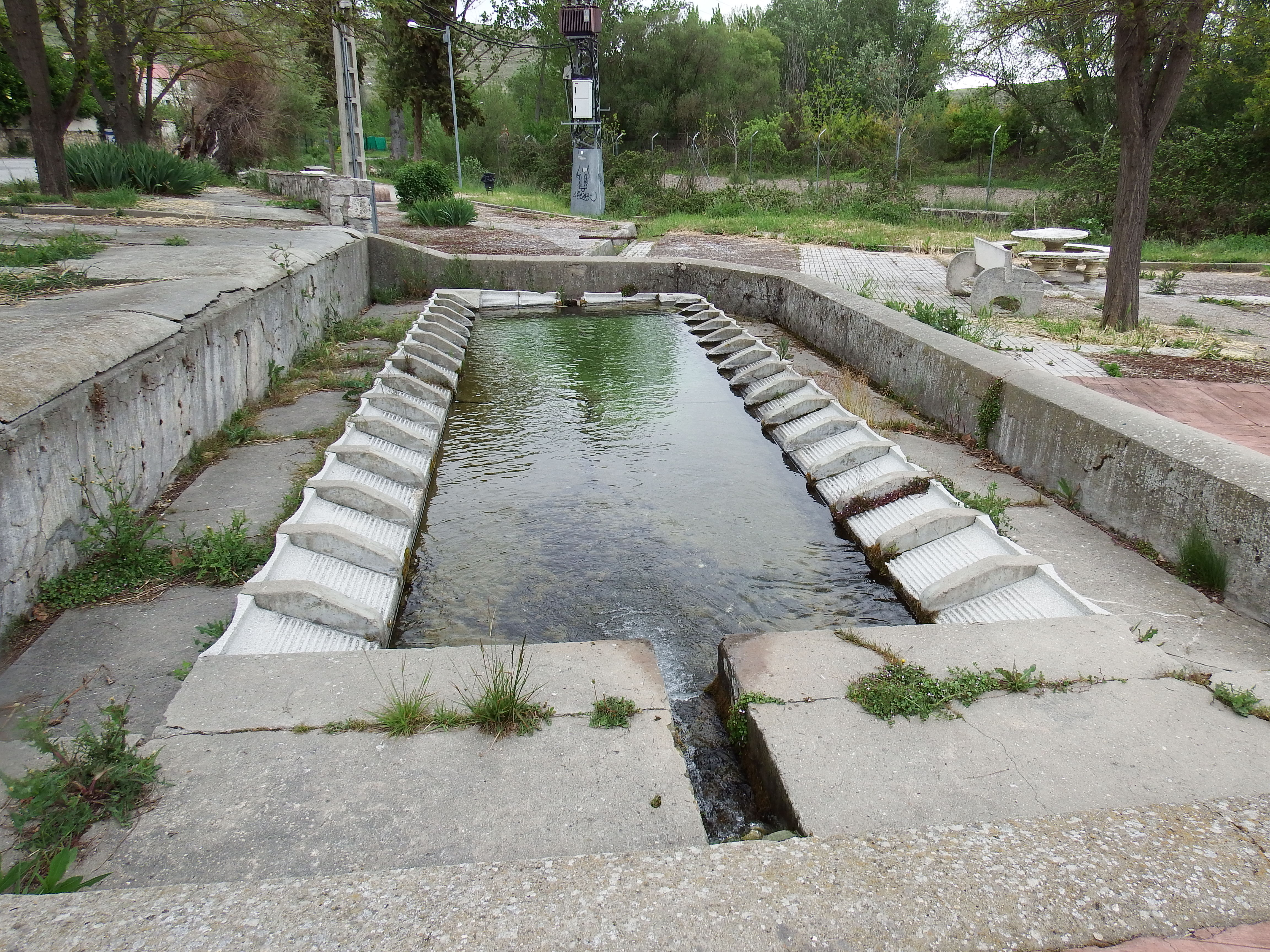
Lavadero

- Lagar rupestre
- Lagar de viga
- Bodegas

### Patrimonio natural
- Valle de La Hoz
- Manantial de Fuentendrino
- Manantial de Las Fuentes

## Cultura

### Asociaciones culturales
En el año 1998, se creó la Asociación Cultural Fuentendrino cuyo objeto es la promoción de actividades culturales, lúdicas y deportivas en Aldeasoña.
En Aldeasoña también existe una asociación de mujeres integrada en la Federación Nacional de la Mujer Rural, cuyos fines no son estrictamente culturales, que participa activamente en todas las actividades desarrolladas en el municipio dentro de ese ámbito.

### Actividades culturales
- Semana cultural
- Concierto anual de música clásica

### Fiestas
- 3 de mayo, festividad de la Cruz de Mayo
- 15 de mayo, festividad de San Isidro Labrador
- 13 de junio, festividad de San Antonio de Padua
- 22 de julio, festividad de Santa María Magdalena
- 24 de septiembre, festividad de Nuestra Señora de Aldeasoña.
- 1 de noviembre, festividad de Todos los Santos

## Hermanamientos
- Laguna de Contreras